# Oh! My Three Guys
Oh! My Three Guys es una película de comedia dramática de Hong Kong de 1994 dirigida por Derek Chiu y protagonizada por Eric Kot, Lau Ching-wan y Dayo Wong. La película cuenta la historia de tres jóvenes homosexuales interpretados por Kot, Lau y Wong.

## Argumento
Los buenos amigos Kau, Hoi y Fa son hombres homosexuales. Hoi trabaja en una empresa de publicidad, mientras que Kau y Fa aún no han encontrado un trabajo adecuado. La nueva colega de Hoi, Mei, se interesa en él. Cuando Mei descubre que Hoi es gay, no lo discrimina y está decidida a ayudarlo a volver a la normalidad. En ese momento, Kau estaba infectado con SIDA y una vez, durante una entrevista televisiva, de repente queda inconsciente. Hoi y Fa estaban ansiosos por hacer felices los últimos días de Kau y organizan un baile de máscaras para él. Después de la mascarada, Kau se suicida y Hoi renuncia a su trabajo después de que se revele su identidad homosexual.

## Reparto
- Eric Kot como Kau Ku-neung
- Lau Ching-wan como Ching Yu-hoi
- Dayo Wong como Fa
- Jacklyn Wu como Fok Mei
- Charine Chan como Azafata mezquina
- Noel Chik como Nancy
- Simon Lui como Donald
- Joseph Cheng como Toby
- Kenneth Chan como Mike
- Anthony Wong como Ganador a Mejor Actor
- Manfred Wong como Escritor principal
- Yip Hon-leung como Mr. Chan
- Jerry Koo
- Nelson Cheung
- Wong Yat-fei como Chan Yiu-cho
- Wong Wa-wo
- John Cheung como Mr. Ho Yun-cheung[2]

## Taquilla
La película recaudó 9.458.839 dólares de Hong Kong en la taquilla de Hong Kong durante su presentación en cines del 1 de diciembre de 1994 al 20 de enero de 1995 en Hong Kong.